# ألفارو أودريوزولا
ألفارو أودريوزولا أرزالوس (بالإسبانية: Álvaro Odriozola Arzallus)، (مواليد 14 ديسمبر 1995)، هو لاعب كرة قدم إسباني يلعب في مركز الظهير الأيمن مع نادي ريال سوسيداد والمنتخب الإسباني. كما يمكنه اللعب في مركز الجناح.

## مسيرته الكروية

### ريال سوسيداد
ولد في سان سيباستيان، في إقليم الباسك، وانضم إلى نادي ريال سوسيداد للشباب في عام 2006، وهو في العاشرة من عمره. في 1 سبتمبر 2013، لعب أول مباراة له مع ريال سوسيداد ب (الفريق الاحتياطي لريال سوسيداد) كاحتياطي، لعب في مباراة الخسارة 3–0 ضد نادي لاس بالماس أتلتيكو في دوري الدرجة الثانية الإسباني، وفي نفس الشهر لعب أول مباراة له في الدوري الأوروبي للشباب.
تمت ترقية أودريوزولا بشكل نهائي إلى الفريق الأول قبل بداية موسم 2017–18، وسرعان ما أصبح الظهير الأيمن الأول للفريق.

### ريال مدريد
في 5 يوليو 2018، توصل ريال مدريد لإتفاق مع ريال سوسيداد للحصول على خدمات أودريوزولا. مقابل 30 مليون يورو، بالإضافة إلى 5 ملايين يورو كإضافات.

#### بايرن ميونيخ (إعارة)
بعد أن لعب لريال مدريد خمس مباريات فقط خلال النصف الأول من موسم 2019–20 تمت إعارته لبايرن ميونخ للفترة المتبقية من الموسم. في 23 أغسطس 2020 فاز بدوري أبطال أوروبا 2021–22.

#### فيورنتينا (إعارة)
في 28 أغسطس 2021 انضم إلى فيورنتينا بصفقة إعارة لمدة موسم.

## مسيرته الدولية
خلال موسمه الأول في الدوري الأسباني، تم اختيار أودريوزولا للعب مع منتخب إسبانيا تحت 21 سنة من قبل ألبرت سيلاديس، مما ساعد منتخبه للوصول إلى نهائي بطولة أوروبا تحت 21 سنة 2017. حصل على أول مباراة كامله له مع منتخب إسبانيا الأول في 6 أكتوبر 2017، في مباراة فوز 3–0 على ألبانيا في تصفيات كأس العالم 2018. لعب المباراة كاملة، وصنع هدف لتياغو ألكانتارا كما وصل منتخبه للنهائيات كمتصدر المجموعة.
في مايو 2018، تم اختياره في القائمة النهائية المشاركة في كأس العالم 2018 في روسيا. سجل هدفه الأول مع المنتخب في 3 يونيو 2018، في مباراة ودية أنتهت بالتعادل الإيجابي 1–1 ضد سويسرا في فياريال.

## الإحصائيات

### النادي
آخر تحديث 10 أبريل 2018.
| النادي         | الموسم   | الدوري                         | الدوري | الدوري  | الكأس  | الكأس   | أوروبا | أوروبا  | المجموع | المجموع |
| النادي         | الموسم   | الدرجة                         | الظهور | الأهداف | الظهور | الأهداف | الظهور | الأهداف | الظهور  | الأهداف |
| -------------- | -------- | ------------------------------ | ------ | ------- | ------ | ------- | ------ | ------- | ------- | ------- |
| ريال سوسيداد ب | 2013–14  | الدوري الإسباني الدرجة الثانية | 9      | 0       | —      | —       | —      | —       | 9       | 0       |
| ريال سوسيداد ب | 2014–15  | الدوري الإسباني الدرجة الثانية | 27     | 1       | —      | —       | —      | —       | 27      | 1       |
| ريال سوسيداد ب | 2015–16  | الدوري الإسباني الدرجة الثانية | 32     | 2       | —      | —       | —      | —       | 32      | 2       |
| ريال سوسيداد ب | 2016–17  | الدوري الإسباني الدرجة الثانية | 18     | 0       | —      | —       | —      | —       | 18      | 1       |
| ريال سوسيداد ب | المجموع  | المجموع                        | 86     | 3       | —      | —       | —      | —       | 86      | 4       |
| ريال سوسيداد   | 2016–17  | الدوري الإسباني                | 15     | 0       | 1      | 0       | —      | —       | 16      | 0       |
| ريال سوسيداد   | 2017–18  | الدوري الإسباني                | 35     | 0       | 0      | 0       | 6      | 1       | 41      | 1       |
| ريال سوسيداد   | المجموع  | المجموع                        | 50     | 0       | 1      | 0       | 6      | 1       | 57      | 1       |
| ريال مدريد     | 2018–19  | الدوري الإسباني                | 0      | 0       | 0      | 0       | 0      | 0       | 0       | 0       |
| الإجمالي       | الإجمالي | الإجمالي                       | 136    | 3       | 1      | 0       | 6      | 1       | 143     | 4       |

الملاحظات
1. ↑  جميع المباريات في دوري أبطال أوروبا

### المنتخب
آخر تحديث 9 يونيو 2018.
| المنتخب | العام   | الظهور | الأهداف |
| ------- | ------- | ------ | ------- |
| إسبانيا | 2017    | 2      | 0       |
| إسبانيا | 2018    | 2      | 1       |
| إسبانيا | المجموع | 4      | 1       |

### الأهداف الدولية
آخر تحديث 3 يونيو 2018.
قائمة الأهداف والنتائج مع منتخب إسبانيا الأول.
| # | التاريخ      | المكان                           | المباراة | الخصم  | الهدف | النتيجة | المسابقة |
| - | ------------ | -------------------------------- | -------- | ------ | ----- | ------- | -------- |
| 1 | 3 يونيو 2018 | ملعب السيراميك، فياريال، إسبانيا | 3        | سويسرا | 1–0   | 1–1     | ودية     |

## وصلات خارجية
- ألفارو أودريوزولا على موقع الاتحاد الدولي (مؤرشف)  (الإنجليزية)
- ألفارو أودريوزولا على موقع الاتحاد الأوربي (الإنجليزية)
- ألفارو أودريوزولا على موقع إي إس بي إن إف سي (الإنجليزية)
- ألفارو أودريوزولا على موقع قاعدة بيانات كرة القدم.إي يو (الإنجليزية)
- ألفارو أودريوزولا على موقع ناشيونال فوتبول تيمز (الإنجليزية)
- ألفارو أودريوزولا على موقع Soccerbase.com (لاعب) (الإنجليزية)
- ألفارو أودريوزولا على موقع Soccerway.com (الإنجليزية)
- ألفارو أودريوزولا على موقع عالم كرة القدم.نت (الإنجليزية)
- ألفارو أودريوزولا على موقع AS.com (الإسبانية)